# Мундильфари
Мундильфари (Мундильфёри, Мундильфьори) (др.-сканд. Mundilfäri — «движущийся в определенные сроки») — в скандинавской мифологии великан, отец небесных йотунов — Мани (др.-сканд. Máni — «месяц») и Соль (др.-сканд. Sól — «солнце»). Мундильфари упоминается в 23 главе поэмы «Речи Вафтруднира» (Vafþrúðnismál) Старшей Эдды и в 11 главе книги «Видение Гюльви» (Gylfaginning) Младшей Эдды.
Легенда гласит: Когда-то во всем мире царила вечная ночь, и только тусклый свет звёзд освещал землю. Тогда Асы решили создать из огня Муспельхейма солнце и луну, но не знали как заставить их двигаться по небу. В то время жил на земле великан по имени Мундильфари и было у него двое прекрасных детей, которых он из-за чрезмерной гордыни назвал Соль, то есть солнце и Мани — луна. Этот его поступок очень разозлил асов. Они украли Мани и Соль и заставили ездить по небосводу в колесницах, на которых стояли небесные светила. С тех пор так и ездят дети Мундильфари на колесницах по небу: Соль днем, а Мани ночью и потому светят луна и солнце.
Имя Мундильфари присвоено одному из спутников Сатурна.